# 서울우솔초등학교
서울우솔초등학교(서울우솔初等學校)는 대한민국 서울특별시 서초구 우면동에 있는 초등학교이다.

## 학교 연혁
- 2012.12.27 서울우솔초등학교 설립 인가
- 2013.01.07 초대 남미숙 교장 겸임 발령
- 2013.03.01 13학급(특수학급 1학급 포함) 인가
- 2013.03.05 서울시 마음건강학교 프로젝트 시범학교 지정(~2014. 현재)
- 2013.03.07 2013 자전거 문화교육 활성화학교 지정
- 2013.05.01 전용돌봄교실(2실)개설
- 2013.06.10 개교식(13학급,총340명)
- 2013.08.19 17학급 편성(1,2,3,5학년 분반, 특수학급 1학급 포함)
- 2014.02.14 제1회 졸업식(61명)
- 2014.02.28 전용돌봄교실(1실) 추가 증설, 총 3개 돌봄교실
- 2014.03.01 28학급 편성(특수학급 1학급 포함)
- 2014.04.15 우솔마을학교 운영 개시
- 2014.07.01 전용돌봄교실(2실) 추가 증설, 총 5개 돌봄교실
- 2014.10.01 진로탐색예비교육과정 운영학교

## 참고 자료
- 서울우솔초등학교 - 한국교육학술정보원 학교알리미